# Nou Mestalla
Il Nou Mestalla è uno stadio di calcio spagnolo in fase di costruzione presso la città di Valencia; esso ospiterà le partite casalinghe del Valencia Club de Fútbol, squadra militante in Primera División.
I lavori di costruzione, iniziati nell'agosto del 2007, sono stati interrotti nel marzo del 2010 a causa di problemi di natura finanziaria; dopo quindici anni di negoziazioni tra il club e la città di Valencia, l'attività è ripresa nel gennaio del 2025 e dovrebbe concludersi nell'agosto del 2027.

## Storia
Il progetto per il nuovo stadio fu presentato il 10 novembre 2006 dal presidente Juan Soler; i lavori di costruzione iniziarono nell'agosto del 2007.
Il suo completamento era previsto per l'inizio dell'estate 2009, giusto in tempo per la stagione 2009-2010, ma, a causa di problemi finanziari, l'inaugurazione venne posticipata; nel febbraio 2009 infatti i lavori si fermarono. Nell'aprile 2010 il quotidiano spagnolo Marca scrisse che parte dell'incompleto e abbandonato stadio sarebbe rimasta danneggiata se non adeguatamente riparata. Il 12 dicembre 2011 il Valencia annunciò di aver raggiunto un accordo finanziario con Bankia per il completamento dello stadio, tuttavia l'accordo saltò.
Il 13 novembre 2013 il club ha comunicato una revisione del progetto originario, curata da Fenwick Iribarren Architects e ArupSport. Il nuovo stadio sarà meno capiente (potendo contenere 61.500 spettatori contro i 73.200 previsti dal progetto iniziale) e avrà meno parcheggi di quanto preventivato nella prima versione del progetto per limitare le spese. A oggi non è stata comunicata alcuna data per il riavvio dei lavori.
Il 3 ottobre 2017 la società ha annunciato che avrebbe iniziato a parlare con il comune di Valencia per rivedere il progetto e completare i lavori di costruzione. La capienza prevederebbe 20.000 posti in meno rispetto al disegno originario. Il 5 gennaio 2025 il Valencia annuncia ufficialmente la ripresa dei lavori fermi da 15 anni prevista per il 10 gennaio successivo.